# Jean-Baptiste Molinié
Pour les articles homonymes, voir Molinié.
Jean-Baptiste Emmanuel Molinié, né le 21 septembre 1880 à Bayonne et décédé le 13 janvier 1971 à Paris, est un général français de la Seconde Guerre mondiale, grand officier de la Légion d’honneur. 

## Biographie
Sorti de Saint Cyr en 1902 (promotion du Tchad), il est nommé général de brigade de l'armée de terre française le 29 mai 1936 puis général de division le 9 septembre 1939.
Il commande la 25e division d'infanterie motorisée qui fait partie de la VIIe armée du général Giraud à partir du 2 septembre 1939.
Le 25 mai 1940, lors de la bataille de France, sa division se retrouve dans la poche de Lille en compagnie d'autres troupes françaises en retraite.
Le général Molinié, le plus ancien dans ce grade, prend le commandement de la résistance. Il dirige les opérations avec le général Juin, le général Dame et le général Jenoudet.
Trois poches de résistance regroupent 35 000 à 40 000 soldats, soit 30 bataillons, 12 groupes d'artillerie et 5 groupes de reconnaissance.
Dès le 27 mai, Molinié et ses officiers organisent une tentative de sortie pour la nuit du 27 au 28 mai. C'est un carnage. 
Les munitions épuisées, des centaines de morts, de blessés, les points de résistance s'arrêtent les uns après les autres le 31 mai. 
Le général Waeger propose au général Molinié une reddition dans l'honneur qui est acceptée. Les combats cessent le 31 mai à 17 heures. 
Le 1er juin, à Lille, l'armée allemande rend les honneurs aux défenseurs de Lille qui déposent les armes face à la gare. Hitler limogera le général Waeger qui a osé rendre les honneurs aux vaincus.
Il part comme prisonnier de guerre à partir du mois de juin à la forteresse de Königstein.
En 1956, il écrit une étude pour la Défense Nationale intitulée : La 25e Division motorisée dans la bataille de France – Colombes, Leroux.